# Beonam-myeon
Beonam-myeon (koreanska: 번암면) är en socken i kommunen Jangsu-gun i provinsen Norra Jeolla i den södra delen av Sydkorea, 230 km söder om huvudstaden Seoul.